# Preci
Preci es una comune italiana de la provincia de Perugia, en Umbría. Tiene una población estimada, a fines de 2019, de 707 habitantes.

## Evolución demográfica
| Gráfica de evolución demográfica de Preci entre 1861 y 2001 |
|                                                             |
| Fuente ISTAT - elaboración gráfica de Wikipedia             |